# 3. NL
Die 3. NL oder auch Treća NL ist die vierthöchste Spielklasse im kroatischen Vereinsfußball. Die Treća NL besteht seit 2022, nach der Neugliederung des Fußballsystems in Kroatien. Sie wird vom kroatischen Fußballdachverband HNS ausgerichtet und organisiert.

## Geschichte
Die Treća NL wurde 2022 gegründet und hat ihren Platz zwischen der 2. NL und  1. ŽNL. Die meisten Mannschaften (68) hatten in der Saison zuvor in der drittklassigen 3. HNL gespielt. Nach der Neugliederung spielen insgesamt 74 Vereine in fünf Staffeln.

## Modus
Die Vereine werden in fünf Ligen aufgeteilt und spielen im Hin- und Rückspiel um den Aufstieg in die 2. NL (Druga NL). Die letzten Mannschaften steigen in die viertklassigen 1. ŽNL ab, während die Meister der 1. ŽNL direkt aufsteigen oder in Play-offs die Aufsteiger ausspielen.
Die fünf Staffeln umfassen folgende Regionen:
| Nord                 |
| -------------------- |
| Bjelovar-Bilogora    |
| Međimurje            |
| Koprivnica-Križevci  |
| Varaždin             |
| Virovitica-Podravina |

| Ost              |
| ---------------- |
| Brod-Posavina    |
| Osijek-Baranja   |
| Požega-Slawonien |
| Vukovar-Syrmien  |

| Mitte           |
| --------------- |
| Karlovac        |
| Krapina-Zagorje |
| Sisak-Moslavina |
| Stadt Zagreb    |
| Zagreb          |

| Süd               |
| ----------------- |
| Dubrovnik-Neretva |
| Split-Dalmatien   |
| Šibenik-Knin      |
| Zadar             |

| West            |
| --------------- |
| Istrien         |
| Lika-Senj       |
| Primorje-Gorski |